# Мор, ученик Смерти
«Мор, ученик Смерти» (англ. Mort, дословно: Морт) — юмористическое фэнтези английского писателя Терри Пратчетта, написано в 1987 году.
Четвёртая книга из серии цикла «Плоский мир», первая книга подцикла о Смерти.

## Сюжет
Люди не более способны изменить ход истории, чем птицы — небо. Всё, что они могут, — это воспользоваться моментом и вставить свой небольшой узор…
Юношу по имени Мор нужно куда-то пристроить, потому что ему явно нечем заняться на ферме отца, да и вообще он какой-то не от мира сего. В итоге его берёт в подмастерья сам Смерть. Зачем ему понадобился ученик, Мор не понимает. Скоро он знакомится с приёмной дочерью Смерти, Изабель, которая поначалу относится к нему высокомерно.
Отправившись на очередное выполнение обязанностей, Смерть решает взять с собой Мора. В этот раз суждено было умереть королю Сто Лата. Его дочь, принцесса Кели, очень понравилась Мору.
Переложив на ученика часть своих обязанностей, Смерть, тем временем, в первый раз за всё своё существование решает взять выходной. По мере того, как Мор работает смертью, он всё больше и больше приобретает черты Смерти и становится слишком реальным, ибо нет ничего более реального, чем смерть. Получив очередное задание от хозяина, Мор спешит к людям, в чьих песочных часах вот-вот упадут последние песчинки. И среди них пятнадцатилетняя принцесса Сто Лата Келирехенна, которой предопределено погибнуть от ножа наёмного убийцы. Юноша с ужасом понимает, что ему предстоит перевести в иной мир именно понравившуюся ему девушку. Мор решает убить её убийцу вместо неё, и Кели остаётся в живых, но мир об этом не знает и знать не желает.
Удар косы Мора разделил историю на две реальности — и обе настоящие — та, в которой Кели осталась жива и та, где она мертва. Но вторая реальность, предопределенная судьбой, начинает потихоньку вытеснять первую, чтобы расставить всё по своим местам. История сама знает, как ей развиваться. Кели должна быть мертва — и мир всячески противится тому, что она ещё жива. Людям становится сложно видеть её, они тут же забывают о ней, стоит Кели перестать привлекать к себе внимание всеми способами… Юная принцесса, стараясь справиться с ситуацией, находит молодого волшебника, Огниуса Кувыркса, и назначает его на должность королевского Узнавателя. Но Мор не желает смириться с происходящим. Он бросает вызов Смерти.

## Главные герои
- Мор — юноша шестнадцати лет, рыжий, худой, нескладный. Немного не от мира сего, но далеко не дурак.
- Смерть — антропоморфическая сущность. Выглядит как скелет в чёрной мантии, с голубыми искрами в глазницах вместо глаз. Смерть очень пунктуален, но иногда ему приходит в череп мысль отдохнуть от своей вечной работы.
- Изабель — приёмная дочь Смерти, выглядит как девушка шестнадцати лет, с серебристыми волосами. На самом деле, «вот уже тридцать два года», как ей шестнадцать — она живёт во Владениях Смерти, а там время не совсем настоящее. Изабель увлекается чтением книг чужих жизней и шоколадом. Иногда катается на пони.
- Принцесса Кели, позже королева Келирехенна Первая — наследная принцесса Сто Лата, девушка лет шестнадцати, рыжеволосая, несколько худощавая, но привлекательная. Принцесса обладает решительным характером.
- Огниус Кувыркс — молодой волшебник двадцати лет, закончивший Незримый Университет и практикующий в Сто Лате. Полноват, бороды не носит. Неряшлив в быту, иногда бывает суетлив, но очень умён и изобретателен.
- Альберт — слуга Смерти, в прошлом был величайшим магом.

## Интересные факты
- Главного героя в оригинале зовут Mortimer, сокращенно Mort. Слово mort также переводится как «смертельный», или (устар.) «смерть». Так что игра слов оригинала полностью отражена в переводе имени героя: Мортимер — Мор.
- В книге имеется своеобразное «камео» волшебника Ринсвинда, он появляется в книге как эпизодический персонаж.
- Кроме того, в книге упоминается монах Лобсанг, умирающий уже не в первый раз. Впоследствии, он появится в книге «Вор времени».